# غرو آب
غرو آب (بالإنجليزية: Grow Up)‏ ، هي لعبة فيديو إلكترونية من نوع مغامرات ومنصات، طورها ستوديو يوبي سوفت ريفلكشنز البريطانية وصدرت في المتاجر الإلكترونية بتاريخ 16 أغسطس سنة 2016م، وتعمل لأنظمة التشغيل كل من بلاي ستيشن 4 وإكس بوكس ون ومايكروسوفت ويندوز.